# Joy Stenwald
Joy Robini Lynn Stenwald (* 2. August 1990 in Berlin) ist eine deutsche Schauspielerin.

## Leben und Karriere
Im Alter von vier Jahren stand sie zum ersten Mal vor der Kamera in der Fernsehserie Praxis Bülowbogen, weitere Komparsenrollen folgten (Hallo, Onkel Doc!, Gute Zeiten, schlechte Zeiten usw.).
2000 bekam sie den Titel Göre 2000 und gewann eine Reise nach Mallorca. Ihre erste große Hauptrolle spielte sie 2002 als umweltbewusstes Mädchen Svenja im KI.KA, in der Umweltserie Die Graslöwen des Regisseurs Jürgen Weber.
Ab 2003 spielte sie in der Fernsehserie Stefanie – Eine Frau startet durch in Sat.1 das Mädchen Flora. Ende 2004/Anfang 2005 hatte sie ihre eigene Serie im KI.KA, Ein Fall für Joy und spielte für das ZDF im Film Freundinnen fürs Leben.

## Filmografie

### Fernsehen
- 2002: Die Graslöwen
- 2003: Stefanie – Eine Frau startet durch
- 2004/2005: Ein Fall für Joy
- 2006: Freundinnen fürs Leben